# Yevgueni Mravinski
Yevgueni Aleksándrovich Mravinski (en ruso: Евгений Александрович Мравинский; San Petersburgo, 4 de junio de 1903-Leningrado, 19 de enero de 1988) fue un director de orquesta soviético, considerado uno de los mejores intérpretes del repertorio ruso, especialmente de las obras de Chaikovski y de los autores contemporáneos soviéticos (Dmitri Shostakóvich, Serguéi Prokófiev), muchas de cuyas obras estrenó. Del repertorio tradicional destacan sus versiones de la música de Beethoven, Wagner o Sibelius. Asimismo, fue un excelente intérprete de la música del siglo XX y defendió la música de Stravinski, Bartók, Hindemith y Honegger.

## Juventud
Con seis años aprendió a tocar el piano. Su padre Aleksandr Konstantínovich, que era hermano de la soprano Yevguenia Mrávina y medio hermano de la revolucionaria Aleksandra Kolontái, murió en 1918 y ese mismo año, Yevgueni comenzó a trabajar en el equipo técnico del Teatro Mariinski. Ya en la universidad de San Petersburgo, dejó sus estudios de Biología y estudió composición y dirección de orquesta en el Conservatorio de San Petersburgo, donde recibió las enseñanzas, especialmente, de Aleksandr Gauk. Entre 1923 y 1931, trabajó tocando en ensayos de ballet. Dirigió en público por primera vez en 1929. En los años 30, dirigió en el Teatro Bolshói y al Ballet Kírov. En septiembre de 1938, ganó en Moscú el Concurso de Directores de Orquesta de la Unión Soviética.

## Titularidad de la Filarmónica de Leningrado
En octubre de 1938, Mravinski alcanzó el puesto que mantendría hasta su muerte en 1988: director titular de la Orquesta Filarmónica de Leningrado, con la que había debutado en 1931. Con Mravinski, la Filarmónica de Leningrado alcanzó fama internacional, particularmente por sus interpretaciones de la música rusa (y, en especial, la de Chaikovski y Shostakóvich). Durante la Segunda Guerra Mundial, Mravinski y la orquesta fueron evacuados a Siberia.

## Estrenos y grabaciones
Mravinski estrenó seis de las sinfonías de Dmitri Shostakóvich: las número 5, 6, 8 (dedicada por el compositor a Mravinski), 9, 10 y 12. También estrenó en Leningrado la Sinfonía n.º 6 de Prokófiev en 1947, el mismo año de su composición.
Mravinski realizó grabaciones comerciales en estudio entre 1938 y 1961. A partir de esta fecha, todas las grabaciones fueron tomadas en conciertos públicos. Su última grabación es de abril de 1984, una interpretación de la Sinfonía nº 12 de Shostakóvich.

### Último concierto
El 6 de marzo de 1987 Mravinski dirigió su último concierto, en el que interpretó la Sinfonía Inacabada de Franz Schubert y la Sinfonía nº4 de Johannes Brahms. Menos de un año más tarde, moría en San Petersburgo.

## Giras por el extranjero
En 1946 Mravinski hizo su primera gira con la orquesta y tocó en el Festival Primavera de Praga. En junio de 1946 tocó en la República Democrática de Alemania, en la República Federal de Alemania, en Austria y Suiza. En Gran Bretaña sólo estuvo en una ocasión, en septiembre de 1960, cuando tocó en el Festival de Edimburgo y en el Royal Festival Hall de Londres. En mayo de 1973 tocó en Japón. 
Dirigió en España por primera vez en 1982, en Madrid y Granada, con la Sinfonía n.º 5 de Chaikovski y fragmentos de Romeo y Julieta de Prokófiev. Al año siguiente volvió a actuar con dos programas con obras de Brahms (Sinfonía n.º 4), Chaikovski (Francesca da Rimini) y Shostakóvich (Sinfonía n.º 5).
Su último concierto en el extranjero fue en 1984, en la República Federal de Alemania.

## Estilo interpretativo
Las grabaciones discográficas revelan el extraordinario control técnico que Mravinski tenía sobre la orquesta. Prestaba gran atención a las dinámicas y se permitía grandes libertades de tempo respecto a lo marcado en la partitura. Se ha destacado la imagen autoritaria con la que dirigía, con su gestualidad sencilla pero muy clara, sin usar batuta. 